# Közigazgatási aktus
A közigazgatási jogban a közigazgatási aktus olyan jogi aktus, amelynek fogalmát szűkebb és tágabb értelemben is definiálják: tág értelemben a közigazgatás szabályozó aktusai és egyedi aktusai egyaránt közigazgatási aktusok, szűk értelemben csak a közigazgatás egyedi aktusait tekintjük közigazgatási aktusnak. Szűk értelemben tehát a közigazgatás alanya által egyedi ügyben közfeladat ellátása érdekében kibocsátott akaratnyilatkozat a közigazgatási aktus, amelynek célja jogi hatás kiváltása. A közigazgatási aktusok főszabály szerint egyoldalú akaratnyilatkozatok, azonban ez alól kivételt képeznek a közigazgatási szerződések, amelyek - jóllehet többoldalú akaratnyilatkozatok - szintén közigazgatási aktusnak minősülnek.

## Érvényesség
A közigazgatási aktusok - mint általában a jogi aktusok - meg kell feleljenek a közigazgatási jog által meghatározott követelményeknek, ezek a közigazgatási aktusok érvényességi kellékei. Az érvényességi kellékek csoportosíthatók aszerint, hogy jogi követelményekről vagy alkalmassági követelményekről van szó.
Hibás közigazgatási aktusról beszélünk, ha a közigazgatási aktus nem felel meg ezen követelményeknek. Az aktus hibája lehet lényeges hiba vagy lényegtelen hiba. Lényeges hiba esetén a hibás közigazgatási aktus érvénytelen. Az érvénytelen aktusok lehetnek semmisek, illetve orvosolható aktusok aszerint, hogy az aktus hibája orvosolható-e oly módon, hogy az aktus érvényessé váljék.

### Jogi követelmények
Általános jogi követelmény a közigazgatási aktusok érvényességéhez, hogy a közigazgatási aktust kibocsátó közigazgatási szervnek (a közigazgatás alanyának) jogszabályban meghatározott hatásköre és illetékessége legyen az aktus kibocsátására, illetve az aktus kibocsátása a feladatkörébe tartozzon.
A közigazgatáis aktusnak ezen felül jogszerűnek kell lennie, továbbá jogszabályban meghatározott eljárási rendben kell kibocsátani.
Természetesen az akaratnyilatkozatban az akaratnak valódinak kell lennie, azaz tévedés, megtévesztés, kényszer, fenyegetés esetén az aktus érvénytelen, továbbá az aktusnak lehetséges eredményre kell irányulnia.
További speciális jogi követelményeket határozhatnak meg a jogszabályok egy-egy aktusfajtához.

### Alkalmassági követelmények
Az alkalmassági követelmények azt jelentik, hogy a közigazgatási aktusoknak meg kell felelniük az igazgatástudomány által megfogalmazott hatékonysági követelményeknek is.

## Hatályosság
A közigazgatási aktusok hatálya az az időtartam, amíg jogi hatást válthatnak ki. A hatályosság feltétele az érvényesség, azaz csak érvényes aktus lehet hatályos. A hatály kezdete főszabály szerint az aktus közlése, illetve hatósági határozat esetében jogerőre emelkedése, de a hatály kezdete köthető feltételhez (halasztó feltétel). A hatály megszűnik a teljesítéssel vagy lehetetlenüléssel, illetve a visszavonással, megváltoztatással, de bontó feltétel meghatározásával maga az aktus is rendelkezhet a hatály megszűnéséről.

## Csoportosításuk
- Hatósági aktus
  - Hatósági határozat
  - Szakhatósági hozzájárulás
  - Hatósági intézkedés
  - Eljárást kezdeményező aktus
- A közigazgatási szervezeti rendszer működése során kibocsátott közigazgatási aktus
  - Hierarchikus irányítási aktus
  - A hierarchián kívüli irányítás aktusai
  - Belső vezetési aktus
  - Együttműködési aktus
- Közintézeti aktus
- Közigazgatási szerződés